# Frank Knight
Frank Hyneman Knight (7 tháng 11 năm 1885 - 15 tháng 4 năm 1972) là một nhà kinh tế học người Hoa Kỳ và cũng là một nhà kinh tế học quan trọng của thế kỷ 20. Ông sinh ra trong một gia đình nông dân sùng đạo Cơ đốc giáo ở McLean County, Illinois. Ông không bao giờ hoàn thành chương trình học trung học, nhưng trong 1905 đã được nhận vào một trường đại học của Hoa Kỳ ở Tennessee. Ông đã tốt nghiệp trong năm 1911 từ trường Cao đẳng Milligan. Tại Trường Đại học Tennessee ông nhận bằng cử nhân (B.S.) và thạc sĩ (M.A.) (bằng thạc sĩ cho môn Tiếng Đức) vào năm 1913. Ông sau đó chuyển đến Trường Đại học Cornell để nghiên cứu cho bằng tiến sĩ. Ban đầu chủ đề nghiên cứu chính của ông là về triết học, nhưng ông đã sớm chuyển sang nghiên cứu kinh tế. Ông đã nghiên cứu cùng với Alvin Johnson và Allyn Young, những người đã giám sát và góp ý cho việc hoàn thành luận án của ông, luận án đã được hoàn thành trong năm 1916 với tiêu đề Chi phí, giá trị gia tăng và lợi nhuận. Sau đó ông đã đề nghị sửa đổi tên của tiêu đề với nhà xuất bản với cái tên quen thuộc hơn Rủi ro, không chắc chắn và Lợi nhuận (1921).

## Các ấn phẩm
- "Những khái niệm bình thường về giá bán và giá trị gia tăng trong phân phối", 1917, QJE.
- Rủi ro, không chắc chắn và Lợi nhuận, 1921, ISBN 9780226446912.
- "Cost of Production and Price Over Long and Short Periods", 1921, JPE.
- "Cassel's Theoretische Sozialökonomie", 1921, JPE. Gustav Cassel, Theoretische Sozialökonomie, 1923

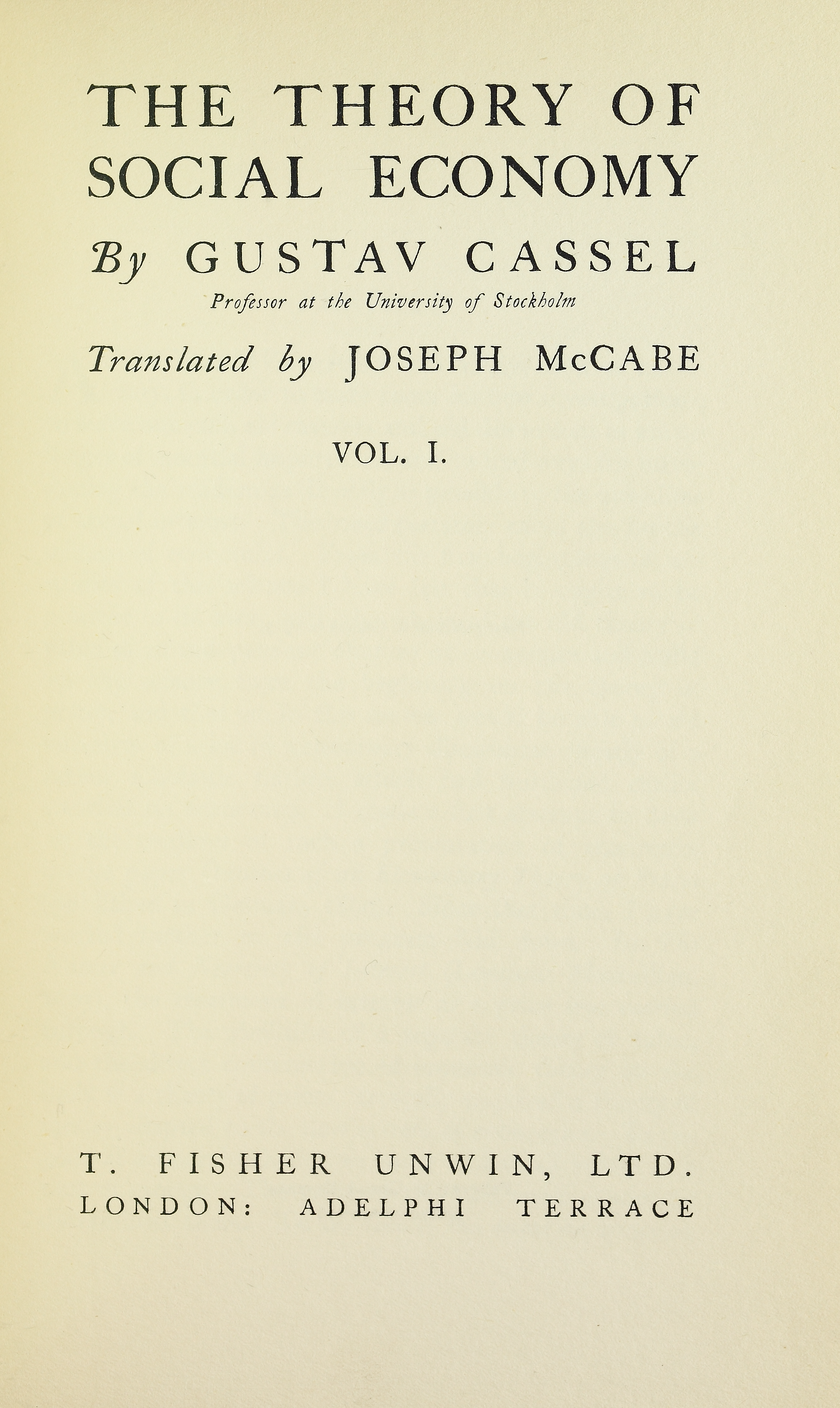
Gustav Cassel, Theoretische Sozialökonomie, 1923

- "Ethics and the Economic Interpretation", 1922, QJE (repr. in 1999, I)
- "Đạo đức trong cạnh tranh", 1923, QJE (repr. in 1999, I)
- "Some Fallacies in the Interpretation of Social Cost", 1924, QJE (repr. in 1999, I)
- "The Limitations of Scientific Method in Economics", 1924, in Tugwell, editor, Trend of Economics (repr. in 1999, I)
- "Fact and Metaphysics in Economic Psychology", 1925, AER (repr. in 1999, I)
- "A Note on Professor Clark's Illustration of Marginal Productivity", 1925, JPE.
- "Tâm lý kinh tế và vấn đề giá trị gia tăng", 1925, QJE.
- "Economics at its Best: Review of Pigou", 1926, AER.
- "Historical and Theoretical Issues in the Problem of Modern Capitalism", 1928, Journal of Econ & Business History (repr. in 1956 & 1999, I)
- "A Suggestion for Simplifying the Statement of the General Theory of Price", 1928, JPE.
- "Freedom as Fact and Criterion", 1929, Int J of Ethics
- "Statics and Dynamics: Some queries regarding the mechanical analogy in economics", 1930, ZfN (repr. in 1956 & 1999, I)
- "Professor Fisher's Interest Theory: A case in point", 1931, JPE.
- "Modern Economic Society Further Considered", 1932, JPE.
- "The Newer Economics and the Control of Economic Activity", 1932, JPE (repr. in 1999, I)
- The Economic Organisation, 1933.
- "Capitalistic Production, Time and the Rate of Return", 1933, in Essays in Honor of Gustav Cassel (repr. in 1999, I)
- "The Nature of Economic Science in Some Recent Discussion", 1934, AER.
- "Social Science and the Political Trend", 1934, Univ of Toronto Quarterly
- "Common-Sense of Political Economy: Wicksteed Reprinted", 1934, JPE (repr. in 1956)
- The Ethics of Competition and Other Essays, 1935.
- "The Ricardian Theory of Production and Distribution", 1935, Canadian JE (repr. in 1956 & 1999, I)
- "A Comment on Machlup", 1935, JPE.
- "Professor Hayek and the Theory of Investment", 1935, EJ.
- "The Theory of Investment Once More: Mr. Boulding and the Austrians", 1935, QJE.
- "Some Issues in the Economics of Stationary States", 1936, AER.
- "The Place of Marginal Economics in a Collectivist System", 1936, AER.
- "The Quantity of Capital and the Rate of Interest", 1936, JPE (repr. in 1999, I)
- "Pragmatism and Social Action: Review of Dewey", 1936, Int J of Ethics
- "Note on Dr. Lange's Interest Theory", 1937, RES.
- "Unemployment: and Mr. Keynes's revolution in economic theory", 1937, Canadian JE (repr. in 1999, I)
- "On the Theory of Capital: In reply to Mr. Kaldor", 1938, Econometrica.
- "The Ethics of Liberalism", 1939, Economica.
- "Socialism: The nature of the problem", 1940, Ethics (repr. in 1999, II)
- "'What is Truth' in Economics", 1940, JPE (repr. in 1956 & 1999, I)
- "The Significance and Basic Postulates of Economics: a rejoinder", 1941, JPE
- "Religion and Ethics in Modern Civilization", 1941, J of Liberal Religion
- "The Meaning of Democracy: its politico-economic structure and ideals", 1941, J of Negro Education
- "Social Science", 1941, Ethics (repr. in 1956)
- "The Business Cycle, Interest and Money: A methodological approach", 1941, REStat (repr. in 1956 & 1999, II)
- "Professor Mises and the Theory of Capital", 1941, Economica.
- "The Role of the Individual in the Economic World of the Future", 1941, JPE.
- "Science, Philosophy and Social Procedure", 1942, Ethics
- "Fact and Value in Social Science", 1942, in Anshen, editor, Science and Man
- "Some Notes on the Economic Interpretation of History", 1942, Studies in the History of Culture (repr. in 1999, II)
- "Social Causation", 1943, American Journal of Sociology (repr. in 1956)
- "Diminishing Returns Under Investment", 1944, JPE.
- "Realism and Relevance in the Theory of Demand", 1944, JPE (repr. in 1999, II)
- "The Rights of Man and Natural Law", 1944, Ethics (repr. in 1999, II)
- "Human Nature and World Democracy", 1944, American J of Sociology.
- "Economics, Political Science and Education", 1944, AER
- The Economic Order and Religion, with T.W. Merriam, 1945.
- "Immutable Law in Economics: Its reality and limitations", 1946, AER.
- "The Sickness of Liberal Society", 1946, Ethics (repr. in 1999, II)
- "Salvation by Science: The gospel according to Professor Lundberg", 1947, JPE (repr. in 1956)
- Freedom and Reform: Essays in economics and social philosophy, 1947.
- "Free Society: Its basic nature and problem", 1948, Philosophical Review (repr. in 1956)
- "The Role of Principles in Economics and Politics", 1951, AER (repr. in 1956 & 1999, II)
- "Institutionalism and Empiricism in Economics", 1952, AER.
- On the History and Methods of Economics: Selected essays, 1956, ISBN 9780226446899.
- Intelligence and Democratic Action, 1960.
- "Methodology in Economics", 1961, Southern EJ
- "Abstract Economics as Absolute Ethics", 1966, Ethics.
- "Laissez Faire: Pro and con", 1967, JPE (repr. in 1999, II)
- "The Case for Communism: From the Standpoint of an Ex-liberal." (published posthumously) in Research in the History of Economic Thought and Methodology, edited by Warren J. Samuels, archival supplement 2 (1991): 57-108.
- Selected Essays by Frank H. Knight, Volume 1: "What is Truth" in Economics?, (ed. by Ross B. Emmett), 1999, ISBN 9780226446950
- Selected Essays by Frank H. Knight, Volume 2: Laissez Faire: Pro and Con, (ed. by Ross B. Emmett), 1999, ISBN 9780226446974

## Khác
- Emmett, Ross. "Introduction", in Selected Essays by Frank H. Knight, 2 vols., (ed. by Ross Emmett), 1999.
- Fonseca, Gonçalo L. “"Frank H. Knight, 1885-1972"”. The History of Economic Thought Website. The New School for Social Research. Bản gốc lưu trữ ngày 29 tháng 4 năm 2008. Truy cập ngày 7 tháng 5 năm 2008.
- Kasper, Sherryl. The Revival of Laissez-Faire in American Macroeconomic Theory: A Case Study of Its Pioneers (2002), ch 2
- White, Harrison C., Markets from Networks: Socioeconomic Models of Production, Princeton, NJ: Princeton University Press (2002).

## Liên kết
- The Frank H. Knight Page
- Concise Encyclopedia of Economics: Frank Hyneman Knight